# Leo Väisänen
Leo Onni Artturi Väisänen (* 23. Juli 1997 in Helsinki) ist ein finnischer Fußballnationalspieler, der seit 2020 in der Allsvenskan für IF Elfsborg spielt.

## Karriere

### Verein
Väisänen spielte in seiner Jugend bei Käpylän Pallo, bevor er 2015 in die Jugend von HJK Helsinki wechselte. Dort rückte er in die erste Mannschaft auf. Von Beginn der Saison 2015 bis Anfang 2016 wurde er bei Klubi 04, der Nachwuchsmannschaft von HJK, in der drittklassigen Kakkonen eingesetzt.
Sein Debüt für HJK in der Veikkausliiga gab er am 14. April 2016 beim 2:2-Unentschieden gegen Rovaniemi PS. Für diesen Klub spielte er ab 2017, bis er im August 2018 zum FC Den Bosch in die Eerste Divisie wechselte.
Am 12. Januar 2020 wurde Väisänen von IF Elfsborg verpflichtet.

### Nationalmannschaft
Am 11. Juni 2019 debütierte Väisänen beim 2:0-Sieg im EM-Qualifikationsspiel gegen Liechtenstein in der finnischen A-Nationalmannschaft, als er in der 86. Spielminute für Jukka Raitala ins Spiel kam.
Bei der Fußball-Europameisterschaft 2021 stand Väisänen im finnischen Aufgebot. Dort kam er im Auftaktspiel gegen Dänemark zu einem Kurzeinsatz, als er wiederum für Jukka Reitala in der 90. Minute eingewechselt wurde. Es blieb sein einziger Einsatz bei der EM. Nach dem Auftaktsieg gegen Dänemark, der von dem Zusammenbruch des Dänen Christian Eriksen überschattet wurde, verloren die Finnen gegen Russland und Belgien und schieden als zweitschlechtester Gruppendritter aus.

## Privates
Leo Väisänen ist der jüngere Bruder von Sauli Väisänen, der ebenfalls finnischer Nationalspieler ist.